# Селифонов, Андрей Семёнович
Андрей Семёнович Селифонов (1921—1980) — ефрейтор Рабоче-крестьянской Красной Армии, участник Великой Отечественной войны, Герой Советского Союза (1945).

## Биография
Андрей Селифонов родился 5 декабря 1921 года в деревне Мельничная Слобода (ныне — Корсаковский район Орловской области). После окончания семи классов школы работал в колхозе. В октябре 1941 года Селифонов был призван на службу в Рабоче-крестьянскую Красную Армию. С мая 1942 года — на фронтах Великой Отечественной войны.
К декабрю 1944 года ефрейтор Андрей Селифонов был катеристом 107-го отдельного моторизованного понтонно-мостового батальона 2-й понтонно-мостовой бригады 46-й армии 2-го Украинского фронта. Отличился во время освобождения Венгрии. В ночь с 4 на 5 декабря 1944 года Селифонов успешно переправлял на пароме десантные группы через Дунай к северу от города Адонь, а на обратном пути переправлял раненых с плацдарма.
Указом Президиума Верховного Совета СССР от 24 марта 1945 года за «образцовое выполнение боевых заданий командования на фронте борьбы с немецкими захватчиками и проявленные при этом мужество и героизм» ефрейтор Андрей Селифонов был удостоен высокого звания Героя Советского Союза с вручением ордена Ленина и медали «Золотая Звезда» за номером 8807.
После окончания войны Селифонов был демобилизован. Проживал и работал в Орле. Скончался 30 ноября 1980 года, похоронен на Троицком кладбище Орла.
Был также награждён рядом медалей.